# Oswald Riedel
A. E. Oswald Riedel (* 24. Mai 1887 in Herzberg am Harz; † 1969) war ein deutscher Journalist und Politiker (DDP, DStP).

## Leben
Der Sohn des Bildhauers Oswald Riedel und der Lina Probst besuchte von 1893 bis 1900 die Bürgerschule in Herzberg, von 1900 bis 1903 die Realschule in Lauterberg und von 1903 bis 1906 die Oberrealschule in Göttingen. Im Anschluss an die Schullaufbahn absolvierte er ein Studium an den Universitäten in Göttingen und Gießen. Als Vertreter der Nationalliberalen Partei wandte er sich der Journalistik zu und verfasste als Redakteur zahlreiche Beiträge in Tageszeitungen und Wochenschriften. Er wurde zum Syndikus des Allgemeinen Eisenbahnerverbandes in Berlin-Charlottenburg berufen und war später dessen Generalsekretär. Seine dortige Tätigkeit unterbrach er zur Teilnahme am Ersten Weltkrieg. Des Weiteren war er Mitglied des Reichseisenbahnrates und des Landeseisenbahnrates in Berlin sowie Vorstandsmitglied des Gewerkschaftsrings Deutscher Arbeiter-, Angestellten- und Beamtenverbände.
Riedel trat nach dem Kriegsende in die neugegründete Deutsche Demokratische Partei (DDP) ein und war von 1919 bis 1922 sowie erneut von 1925 bis 1930 Mitglied des DDP-Parteiausschusses. 1930 wurde die DDP in Deutsche Staatspartei (DStP) umbenannt.
Von 1919 bis 1921 war Riedel Mitglied der Verfassunggebenden Preußischen Landesversammlung. Im Februar 1921 wurde er als Abgeordneter in den Preußischen Landtag gewählt, dem er ohne Unterbrechung bis zum Ablauf der dritten Legislaturperiode 1932 angehörte. Er vertrat im Parlament den Wahlkreis 5 (Frankfurt a. O.). Von Januar 1925 bis 1932 war er Geschäftsführer der DDP- bzw. DStP-Fraktion. Seine Schwerpunkte in der parlamentarischen Arbeit lagen in der Wirtschafts- und Sozialpolitik.
Oswald Riedel war seit 1910 mit Luise Tonndorf verheiratet und hatte vier Kinder.

## Schriften
- Der Nationalliberale Vertrauensmann. 1911.
- Der Eisenbahner im Arbeitsverhältnis 1913.
- Die deutschen Gewerkschaften. 1913.
- Lehrschrift für Staatsarbeiter. 1913–1916.
- Sozialpolitische Wahlen. 1914.
- Das Staatsarbeiterrecht. 1916.
- Kommentar zum Betriebsrätegesetz. 1920/1922.
- Das ABC der DDP. 1927.
- Wahlhandbuch zum 17. November 1929